# Taruisa
Taruisa/*Tarhuisa podria ser el nom hitita de Troia, encara que sobre aquest tema hi ha moltes discussions. El primer autor que va proposar aquesta equivalència va ser Emil Forrest, un estudiós dels hitites, que l'any 1924 va publicar un article titulat "Vorhomerische Griechen in den Keilschifttexten von Boghazköi" on defensava aquesta tesi.
El topònim que als textos hitites està escrit Taruisa, i segurament s'ha de llegir Truisa pels problemes de l'escriptura cuneïforme per representar grups de consonants, podria ser el precedent del nom que s'atribueix a Troia si se suposa que Truisa evoluciona a Trohia i en grec Τροίη.
El rei hitita Tudhalias II la va sotmetre, i llavors no era part de Wilusa sinó de la confederació d'Asuwa.